# Fundstelle Prellenkirchen

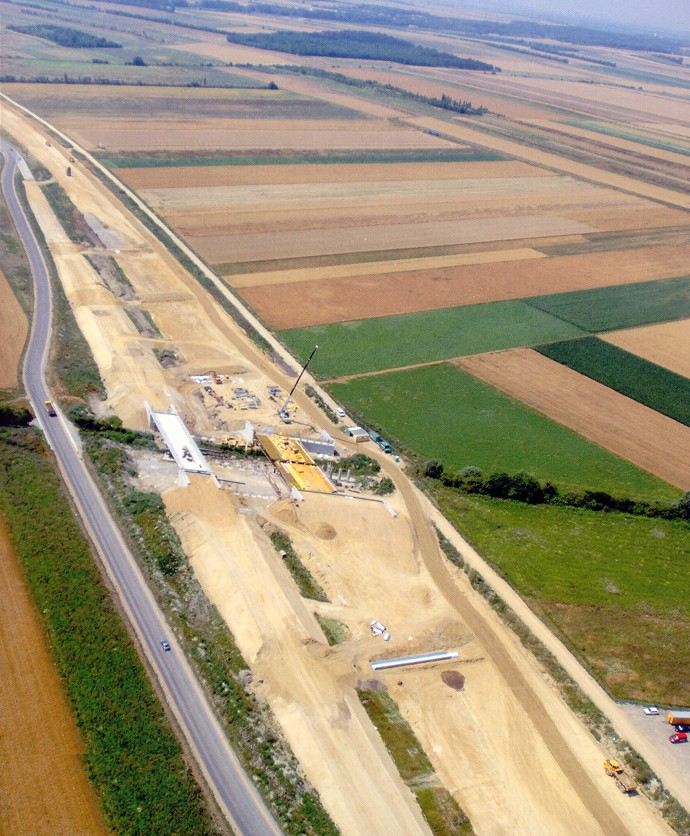
Abb. 1, Luftaufnahme der Fundstelle Prellenkirchen

Die Fundstelle Prellenkirchen (Niederösterreich) ist das archäologische Grabungsareal, das zwischen November 2002 und Mai 2003 im Zug der Errichtung der Nordost Autobahn A6 – der Verbindung der Ost Autobahn A4 mit dem Autobahnnetz der Slowakei bei Bratislava – entstand. Im Rahmen einer Rettungsgrabung des Bundesdenkmalamtes unter der Leitung von Franz Sauer wurden die Hinterlassenschaften eines frühbronzezeitlichen Gräberfeldes, einer keltischen Siedlung und Überreste aus der Völkerwanderungszeit geborgen.

## Geographische Lage
Inmitten landwirtschaftlich genutzter Agrarflächen, 4,1 km östlich des Ortskerns von Prellenkirchen (Niederösterreich) neben der Einmündung der Oberen Hauptstraße in die Burgenlandstraße wurde ein 60 m breiter und 700 m langer Streifen archäologisch untersucht, der heute von der Trasse der A6 überdeckt ist (Abb. 1).

## Frühbronzezeitliches Gräberfeld

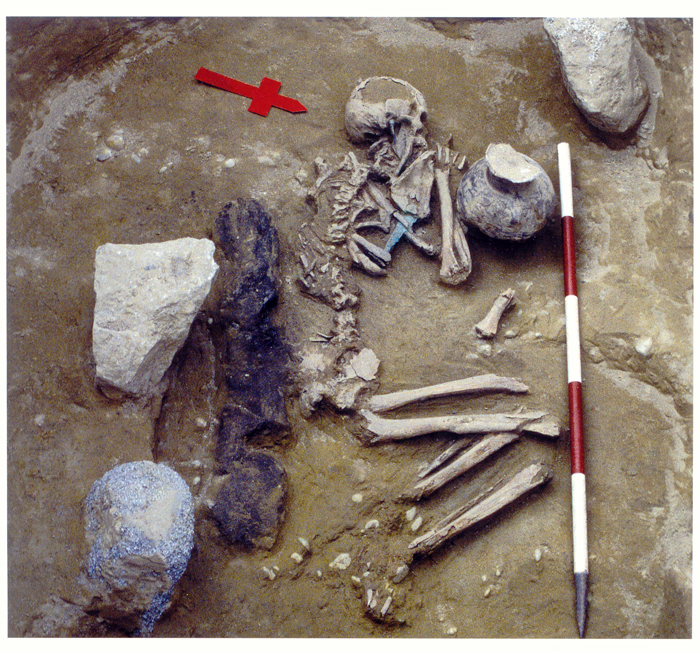
Abb. 2, Frühbronzezeitliche Männerbestattung mit Sargrest

Im nördlichen Bereich des Grabungsareals wurden die Überreste eines frühbronzezeitlichen Gräberfeldes entdeckt. 42 Gräber konnten aufgrund der Bestattungssitten der Wieselburger Kultur zugeordnet werden. Die Gräber lagen in locker gestreuter Anordnung in einer etwa Nordost-Südwestorientierung. Die Toten wurden in hockender Lage bestattet. Durch günstige Bodenbedingungen konnte der Gebrauch von Baumsärgen anhand von Holzresten, die 3600 Jahre im Boden überdauert hatten, beobachtet werden. In den Gräbern wurden die Skelette von Männern, Frauen und Kindern gefunden, von deren Bekleidung nur mehr die dauerhaften Teile – Gewandnadeln aus Bronze – erhalten blieben. Sie waren mit Bronzearmreifen und in seltenen Fällen mit Perlen aus dem „Gold des Nordens“, aus Bernstein geschmückt, die trotz des für diese Zeit üblichen Grabraubes in manchen Gräbern erhalten blieben.
Nur ein Grab (Abb. 2) erwies sich nach der Aufdeckung als ungestört: das Grab eines jungen Mannes, der durch eine Schädelverletzung starb. Er war noch im Tod mit einem Dolch bewaffnet. Das beigegebene Keramikgefäß, das mit einer Steinplatte abgedeckt vorgefunden wurde, beinhaltete ein Getränk.
Eines der jüngsten Gräber ist das eines Häuptlings, das durch die Gewandnadel – eine tordierte schräggelochte Kugelkopfnadel – an das Ende der Frühbronzezeit 1600 v. Chr. datiert werden kann. Er trug einen Bronzedolch und eine geschliffene Steinaxt. Diese Waffe ist für die ausgehende Steinzeit (bis 2300 v. Chr.) kennzeichnend. Möglicherweise zeichnete sie den Besitzer als einen Würdenträger einer jahrhundertelangen Tradition aus. Die zum Gräberfeld gehörende Siedlung war wahrscheinlich in der Nähe. Die Gegend war in der Frühbronzezeit dicht besiedelt, wie mehrere zeitgleiche Fundstellen in der näheren Umgebung nachweisen.

## Keltische Siedlung

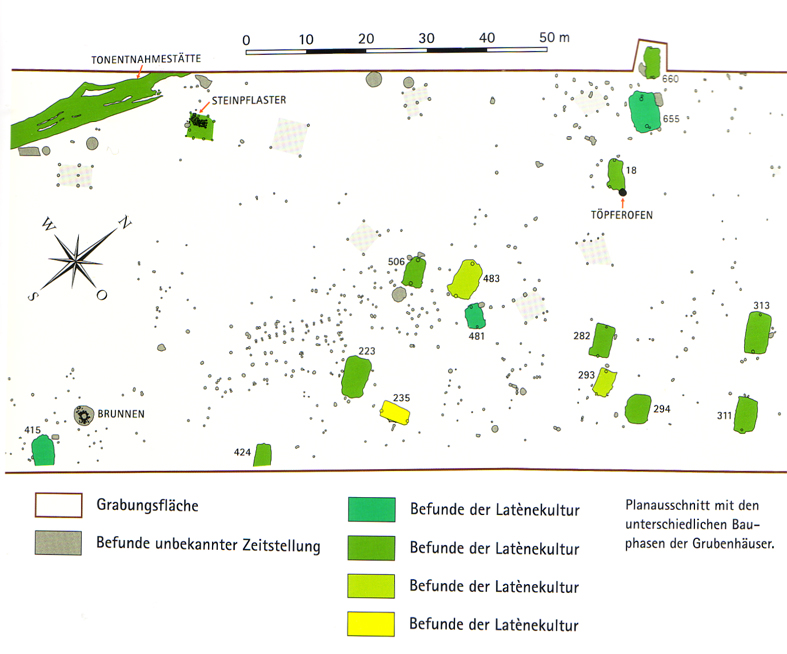
Abb. 3, Grabungsplan der keltischen Siedlung

Im Süden (Abb. 3) des dokumentierten Grabungsbereichs kamen die Rest einer keltischen Siedlung zu Tage: ein Brunnen, zahlreiche Grubenhäuser und ein Töpferofen sprechen von der Anwesenheit einer bäuerlichen Bevölkerung, die dem Stamm der Boier zuzurechnen ist. Von den eigentlichen Wohnhäusern, die aus Holz, Lehm und Stroh gebaut waren, blieben keine Spuren im Boden erhalten. Die vorgefundenen Grubenhäuser dienten als Werkstätten beispielsweise zum Schmieden, Töpfern und Weben. Sie zeichneten sich durch schmal-rechteckige humose Verfärbungen im umgebenden lehmigen Boden ab. Charakteristisch für diese Häuser ist der auf jeweils einer Schmalseite befindliche Firstpfosten, der im Boden eingetieft war, was durch die erhaltenen Pfostengruben noch sichtbar war. In den Häusern wurden Werkzeuge aus Eisen, Alltagsgegenstände aus Ton und Schmuckstücke aus Glas gefunden. Teile eines sehr gut erhaltenen Töpferofens erlauben Einblicke in das Handwerk der Töpferei. Wie vorgefundene Keramikfragmente belegen, wurden Gefäße mit Hilfe der Töpferscheibe hergestellt.

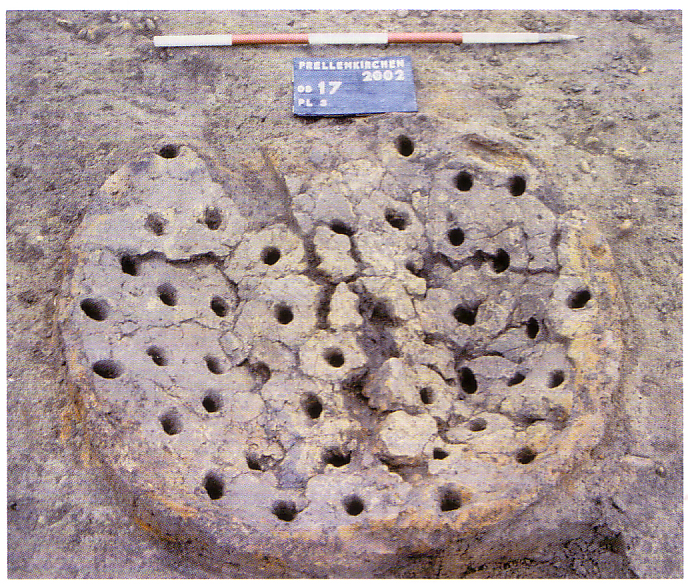
Abb. 4, Lochtenne des keltischen Keramikofens aus Prellenkirchen

Nach dem Trocknen wurden sie auf die Lochtenne des Kuppelofens (Abb. 4) gestellt, unter der sich der Feuerungsraum befand. Mit solch einem Ofen konnte das Keramikgut langsam erhitzt und in einer homogenen Brennatmosphäre optimal bei hohen Temperaturen gebrannt werden, ohne dass Gefäße beschädigt wurden. Beeindruckend ist die Erhaltung eines Brunnens der Siedlung. Der Schacht wurde mit Bruchsteinen sorgfältig verkleidet (Abb. 5). Solch kleine Ansiedlungen waren kriegerischen Überfällen hilflos ausgeliefert, sie wurden geplündert und zerstört. Die Bewohner konnten sich zeitgerecht auf die nächstgelegenen Fluchtburgen (Oppida) am Burgberg bei Bratislava oder am Braunsberg bei Hainburg flüchten. Die an der Ungarischen Pforte ansässigen Boier wurden 50 v. Chr. von den Dakern vernichtet.

## Überreste der Völkerwanderungszeit

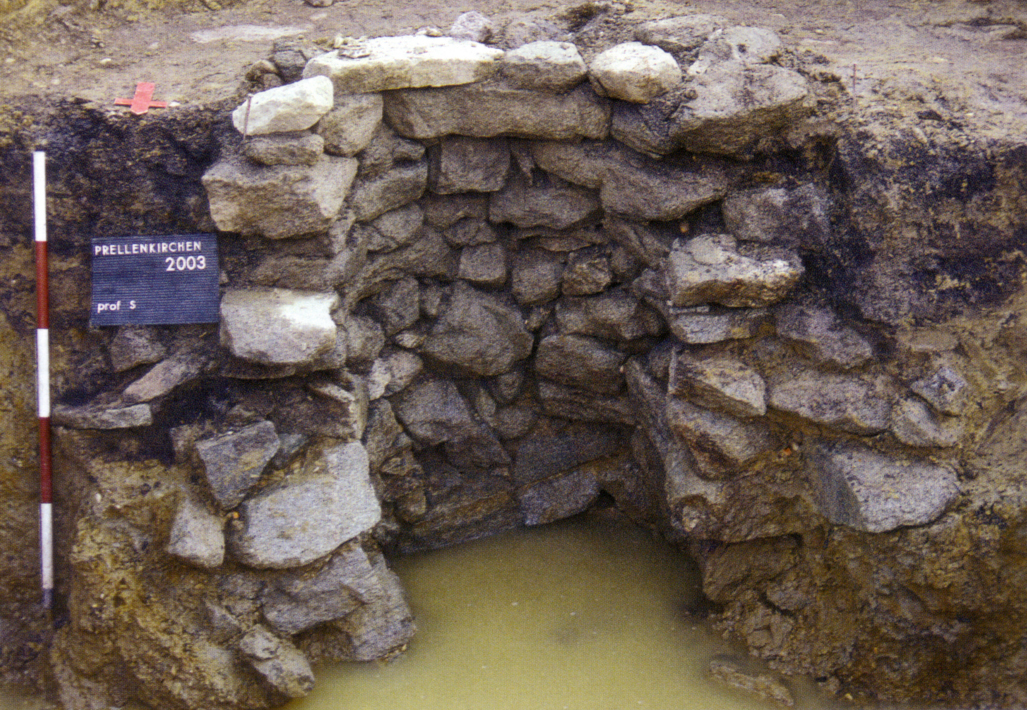
Abb. 5, Brunnen der keltischen Siedlung vor Prellenkirchen

In den kriegerischen Wirren der Völkerwanderungszeit im 4./5. Jahrhundert n. Chr. siedelten germanische Sueben im heutigen Prellenkirchen, also dem südlich der Donau zum Römischen Reich gehörenden Gebiet. Auch hier dienten Grubenhäuser als Werkstätten, die sich durch eine Sechs-Pfostenkonstruktion von denen der Kelten im Grabungsareal deutlich unterschieden. Die zum Gehöft gehörenden ebenerdigen Haupthäuser hinterließen in Prellenkirchen keine archäologisch nachweisbaren Spuren. Die beiden Grubenhäuser lagen in der Nähe der frühbronzezeitlichen Gräber.